# Buddy Baker

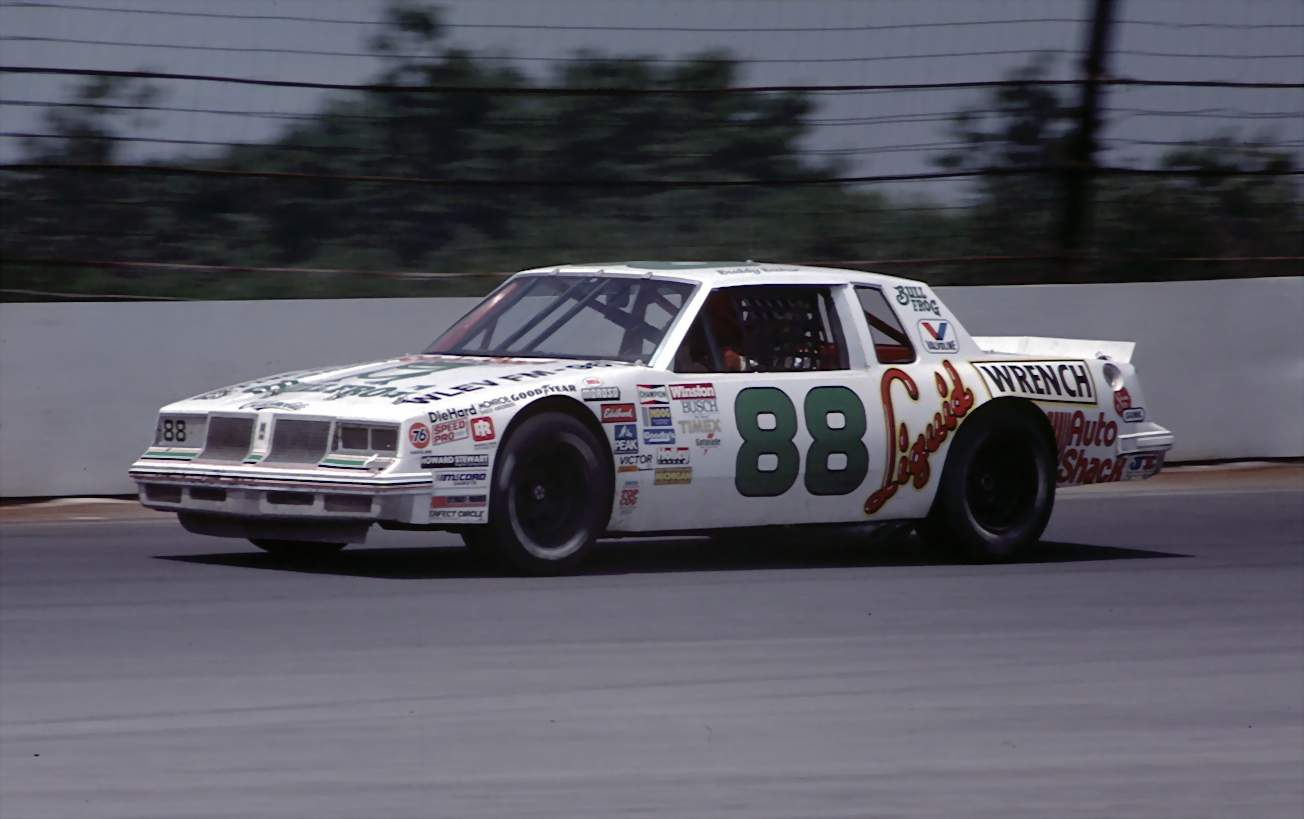
Buddy Baker op de Pocono Raceway in 1985.

Elzie Wylie "Buddy" Baker Jr. (Florence (South Carolina), 25 januari 1941 – Charlotte, 10 augustus 2015) was een Amerikaans autocoureur. Hij reed tussen 1959 en 1992 in de NASCAR Winston Cup.

## Carrière
Baker startte zijn carrière in de toenmalige Grand National Series op de Columbia Speedway in 1959. Hij won in zijn carrière negentien races. De eerste overwinning kwam er in 1967 tijdens de National 500 op de Charlotte Motor Speedway en de laatste overwinning behaalde hij in 1983 tijdens de Firecracker 400 op de Daytona International Speedway. Op hetzelfde circuit won hij in 1980 de Daytona 500, nadat hij vanaf poleposition was vertrokken. Hij reed de race met een gemiddelde snelheid van 177,602 mijl per uur of 284,854 km/h, tot op vandaag de snelste Daytona 500 ooit.
In 1992 reed hij zijn laatste Winston Cup wedstrijd op de Talladega Superspeedway. Zijn beste kampioenschapsresultaat was een vijfde plaats in de eindstand van 1977. Na zijn actieve carrière als autocoureur werkte hij onder meer als sportcommentator op radio en televisie. In 1997 werd hij erelid van de International Motorsports Hall of Fame.
Baker overleed op 74-jarige leeftijd aan longkanker in North Carolina. Hij werd begraven in Sharon Memorial Park in Charlotte.